# تشاد ويكس
تشاد ويكس (بالإنجليزية: Chad Wicks)‏ هو مصارع محترف أمريكي، ولد في 6 مارس 1978 في ماسون سيتي في الولايات المتحدة.

## روابط خارجية
- تشاد ويكس على موقع CageMatch worker (الإنجليزية)
- تشاد ويكس على موقع قاعدة بيانات المصارعة على الإنترنت (الإنجليزية)